# Štefan Bouda
Štefan Bouda (* 8. června 1978 Gerník) je český menšinový politik v Rumunsku. V prosinci 2024 byl jako první politik české národnosti v dějinách zvolen poslancem rumunského parlamentu.

## Život
Štefan Bouda se narodil v roce 1978 do české rodiny v obci Gerník v rumunském Banátu. Vystudoval právo. Kolem roku 2000 žil a pracoval v Česku. Po roce 2010 působil jako místopředseda Demokratického svazu Slováků a Čechů v Rumunsku.

## Poslanecká sněmovna
Od ústavních změn po Rumunské revoluci v roce 1989 působí v rumunském parlamentu zástupci národnostních menšin. Od roku 1990 českou národnostní menšinu zastupoval v parlamentu Demokratický svaz Slováků a Čechů v Rumunsku, kterého v parlamentu zastupoval 1 poslanec z daleko početnější slovenské národnostní menšiny. V roce 2024 se za pomoci slovenského menšinového poslance Adriana Merky a české diplomacie v rumunském parlamentu podařila vyjednat změna, čímž vzniklo Fórum Čechů v Rumunsku a česká menšina získala nárok na své poslanecké křeslo. V rumunských parlamentních volbách v roce 2024 byl za českou menšinu do Poslanecké sněmovny zvolen Štefan Bouda.